# Tsjuder
Tsjuder ist eine norwegische Black-Metal-Band, die 1993 gegründet, 2006 aufgelöst und 2009 wiedervereinigt wurde. Der Name der Band leitet sich von dem nordrussischen Stamm der Tschuden ab, welcher im norwegischen Film Pathfinder (Veiviseren) eine Rolle spielt.

## Geschichte
Tsjuder wurde 1993 von Berserk an der Gitarre und Nag (Gesang und Bass) gegründet. Ein Jahr später stieß Draugluin als zweiter Gitarrist zur Band. Es entstanden etliche Lieder, die allerdings nie veröffentlicht wurden, da die Band keinen Schlagzeuger hatte. 1995 wurde die Demoaufnahme Ved Ferdens Ende, veröffentlicht, obwohl die Band immer noch keinen Schlagzeuger hatte. Kurz darauf verließ Berserk die Band.
In Torvus wurde 1996 ein neuer Schlagzeuger gefunden, der allerdings nach der zweiten Demo Possessed die Band schon wieder verlassen musste. Ersetzt wurde er 1997 von Desecrator und auch ein zweiter Mann an der Gitarre wurde mit Diabolus Mort wieder aufgenommen. Die erste EP Throne of the Goat wurde über Solistitium Records veröffentlicht.
1998 war die Band kaum aktiv, da Nag bei der Armee war und Desecrator und Diabolus Mort das Interesse an der Band verloren. Nag und Draugluin indessen führten Tsjuder fort und schrieben weiterhin Lieder. Das Debütalbum wurde geplant; das Schlagzeug sollte Blod von Gehenna übernehmen, als zweiter Gitarrist stieg Arak Draconiiz von Isvind ein. Die Promo-Aufnahme Atum Nocturnem war eigentlich für Blods Proben gedacht, wurde aber 1999 über At War Records veröffentlicht. Nach dieser Aufnahme nahmen Drakkar Productions und End All Life Productions Kontakt zu Tsjuder auf, und die Band unterschrieb einen Vertrag über zwei Alben und Tourneen. Ende 1999 wurde das Debütalbum Kill for Satan aufgenommen. Aus Zeitgründen, und da Blod 2000 nicht an der ersten Tournee der Band teilnehmen konnte, übernahm stattdessen Anti Christian das Schlagzeug. Nach der Veröffentlichung von Kill for Satan zog Arak Draconiiz von Oslo weg und wurde durch Paal ersetzt.
Ein Jahr später, 2001, musste Anti Christian die Band aufgrund von Sehnenentzündungen in beiden Armen verlassen, und Paal verließ Tsjuder wegen seiner Arbeit. Jontho von Ragnarok wurde neuer Schlagzeuger und das zweite Album Demonic Possession wurde aufgenommen. 2003 konnte Anti Christian wieder einsteigen, Jontho hatte zu viel mit Ragnarok zu tun und lebte außerdem zu weit weg.

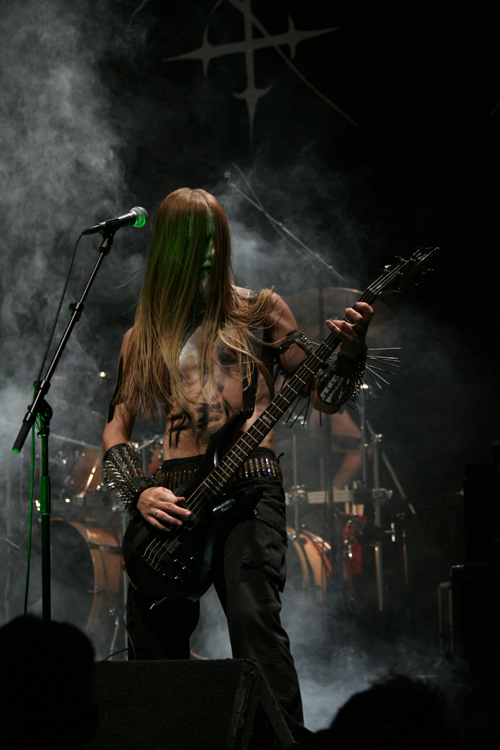
Nag bei einem Konzert in Oslo, 2005

Ein Jahr später wurde ein Vertrag mit Season of Mist unterschrieben und am 1. November erschien Desert Northern Hell. 2005 folgten etliche Konzerte, unter anderem eine Europatournee mit Carpathian Forest. Die Auftritte wurden genutzt, um eine Live-DVD aufzunehmen, welche 2006 unter dem Namen Norwegian Apocalypse erschien. 2006 löste die Band sich auf. Laut Draugluin gab es „nicht einmal einen bestimmten Grund für die Trennung“; die Band habe einfach gespürt, „dass die Zeit gekommen war, etwas anderes zu tun und Tsjuder nicht mehr weiterzuverfolgen“. Nag gründete mit dem ehemaligen Tsjuder-Schlagzeuger Desecrator die Band Krypt, Draugluin und Antichristian spielten zusammen mit 1349-Bassist Seidemann bei Tyrann.
2009 fand die Band wieder zusammen. Im Dezember 2010 wurde Tsjuder überraschend für das Wacken Open Air bestätigt. 2011 folgte das Album Legion Helvete.

## Stil
Seit Berserks Ausstieg leiten Nag und Draugluin die Band. Das Material nach Ved Ferdens Ende ist wesentlich rauer als die Aufnahmen mit Berserk. Die Musik orientiert sich an traditionellem skandinavischem Black Metal, ohne sich durch Innovationen von diesem zu entfernen, und wurde mit den Frühwerken von Enslaved, Immortal, Gorgoroth, Setherial, Bathory, Celtic Frost und Satyricon verglichen. Laut Draugluin muss ein Tsjuder-Lied „erbarmungslos und kalt“ klingen: „Heutzutage haben viele vergessen, dass Black Metal nichts mit synthetisch produzierter Scheiße zu tun hat, der keine schwarze Seele innewohnt, die sich dafür aber gut verkauft. Black Metal funktioniert nicht ohne das raue Soundgewand und den kalten Frost auf den Saiten, daran wird sich nie etwas ändern.“

## Diskografie
- 1995: Ved Ferdens Ende (Demo)
- 1996: Possessed (Demo)
- 1997: Throne of the Goat (EP)
- 1999: Atum Nocturnem (Promo-CD)
- 2000: Kill for Satan
- 2002: Demonic Possession
- 2002: Throne of the Goat (EP)
- 2004: Desert Northern Hell
- 2011: Legion Helvete
- 2015: Antiliv
- 2023: Helvegr